# Franziska Riotte

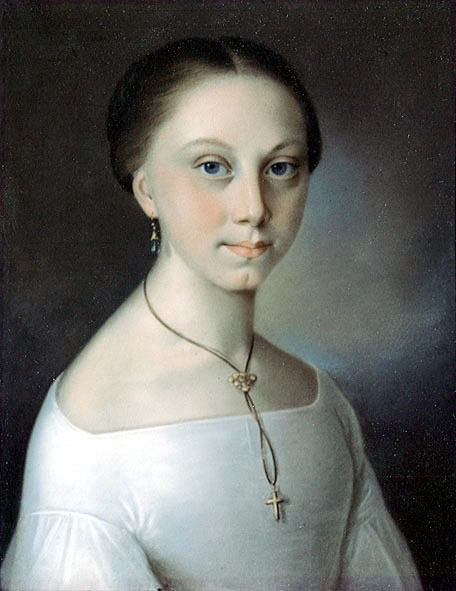
Franziska Riotte, zelfportret rond 1880, Museum St. Wendel

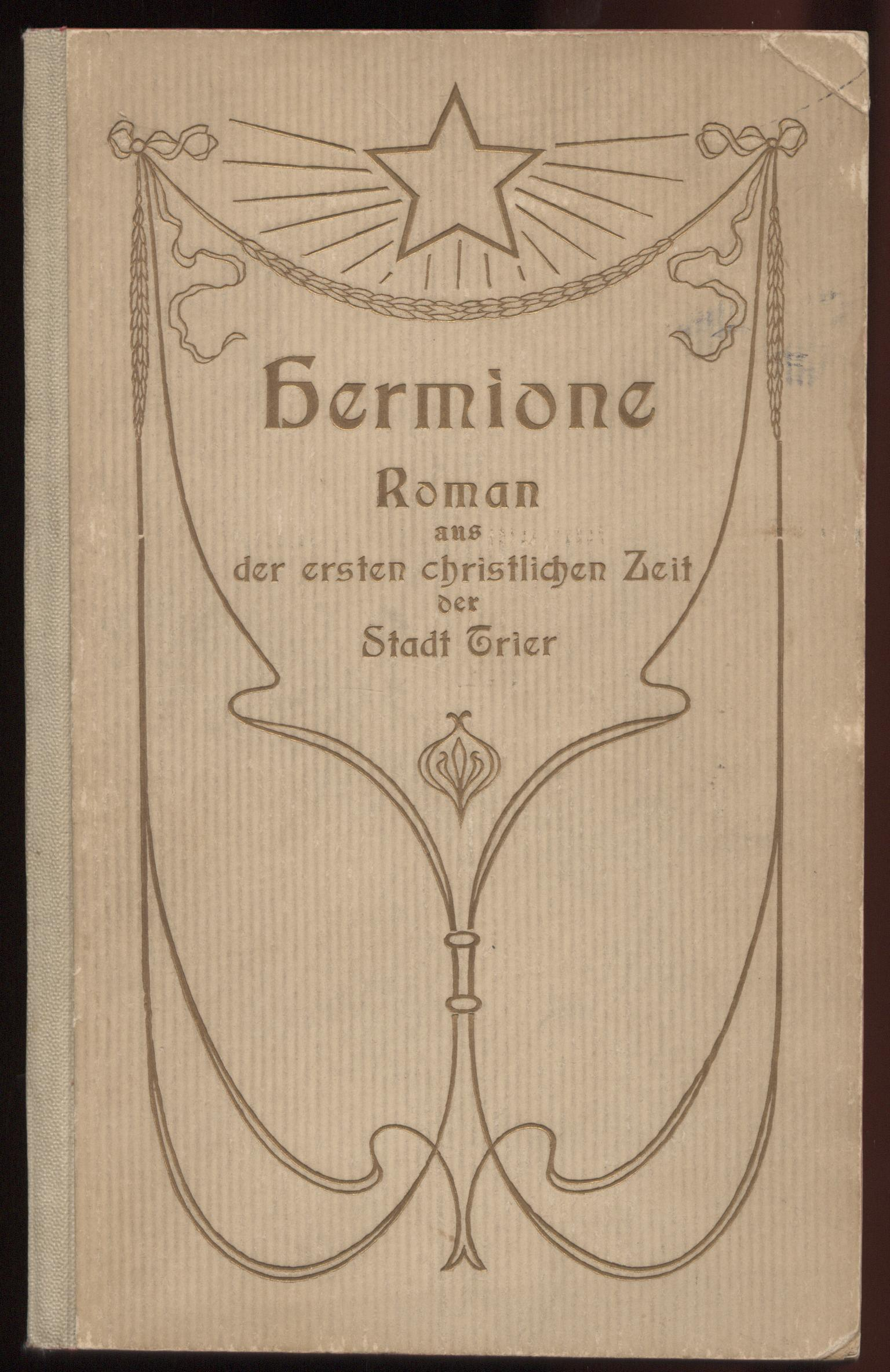
Jugendstilband van Franziska Riottes bekendste werk: Hermione

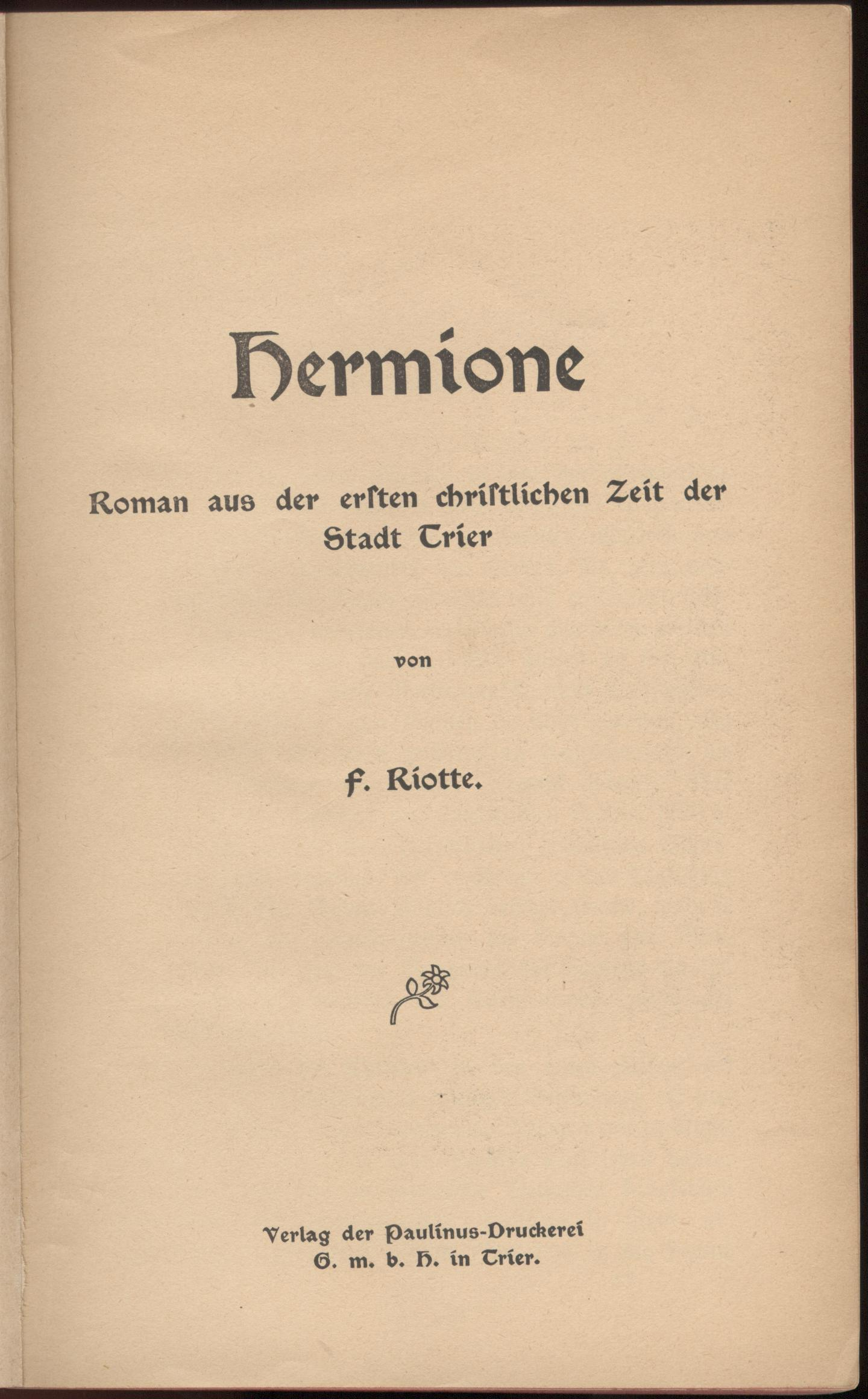
Titelblad van de roman Hermione

Anna Franziska Riotte (Grünstadt, 18 mei 1845 — Trier-Ehrang, 24 april 1922) was een Duitse kunstschilder en schrijfster.

## Leven
Franziska Riotte werd in Grünstadt geboren als dochter van de uit St. Wendel afkomstige portretschilder Anton Riotte en Philippina Franziska Völkel, die uit Grünstadt zelf kwam.
Haar moeder stierf zes dagen na haar geboorte. Op 14-jarige leeftijd verhuisde ze met haar vader naar Trier. Daar, aan de Moezel, bracht Franziska Riotte het grootste deel van haar leven door. Ze bleef ongehuwd en voorzag in haar levensonderhoud door te werken als zeer begaafde pastelkrijtschilder. Die techniek leerde ze van haar vader. Rondom Trier en St. Wendel zijn nog een behoorlijk aantal portretten van haar te vinden. Haar mooie zelfportret uit 1880 is vooral bekend geworden. Het hangt momenteel in het museum van St. Wendel.
Daarnaast was Riotte ook actief als schrijfster. Ze schreef duidelijk christelijke werken, maar ook ontspanningslectuur. Haar bekendste boek is de historische roman Hermione, een geschiedenis uit het vroege christendom in Trier. De roman verscheen in 1893 bij de katholieke Trierse uitgeverij Paulinus. Riotte schrijft in het voorwoord:
Het leven van christenen in de eerste tijd van de Kerk, in de eeuwen van bloedige vervolging, is veel te weinig bekend, hoewel belangrijke geleerden als de Rossi, de Waal, Wisemann, Ott, enz. daarover geschreven hebben. Ook spelen de op historische feiten gebaseerde verhalen zich meestal in Rome af. Onze roman Hermione neemt ons echter mee naar de Moezelregio en speelt in het oude Trier... Ook in Trier moest Christus' Kerk zich glorieus heenslaan door soortgelijke bloedige voorvallen als in Rome, en deze belangrijke tijd behandelt onze roman, aanknopend bij de historische gebeurtenissen. We hopen daarmee met dit boek geen overbodig werk de wereld in te sturen.
Bij uitgeverij Marnet in Neustadt an der Weinstraße publiceerde ze in 1921 de humoresken Die schöne Griechin (De mooie Griekse) en Der Amateurphotograph (De amateurfotograaf). Riotte publiceerde af en toe ook onder de pseudoniemen Feodora en Feodora Riotte. Ook vertaalde ze literatuur uit het Engels en het Frans. 
Franziska Riotte stierf in het Marienkrankenhaus in Trier-Ehrang.

## Literaire werken
- „Theodulf - Ein Sang aus alter Zeit“, Bachem-Verlag, Köln, 1888
- „Hermione - Roman aus der ersten christlichen Zeit der Stadt Trier“, 1893, Paulinus-Verlag, Trier, meerdere herdukken, onder andere in 1906 en 1930 en in "Darbachs Novellenkranz"
- „Wie ich zu meiner Frau kam“, 1891
- „Glocken von Vineta“, 1898
- „Rheinfahrt“, 1903

- Gemeinsame Normdatei: 1051212774
- Virtual International Authority File: 188046353